# 1237 Geneviève
1237 Geneviève este un asteroid din centura principală, descoperit pe 2 decembrie 1931 de Guy Reiss.